# Warstwy wałbrzyskie
Warstwy wałbrzyskie, formacja z Wałbrzycha – seria lądowo-rzecznych skał osadowych wieku górnokarbońskiego, występująca w niecce śródsudeckiej. 
Warstwy wałbrzyskie stanowią jednostkę litostratygraficzną najniższego ogniwa karbonu produktywnego. Wykształcone są w postaci piaskowców nierównoziarnistych i łupków ilastych z pokładami oraz wkładkami węgla kamiennego, które zostały zaburzone i porozrywane przez młodopaleozoiczne intruzje porfirowe. Osiągają miąższość ponad 300 m i zawierają 28 (od 652 do 680) pokładów i wkładek węgla kamiennego. Rozpoczynają się serią osadów mułowcowo-ilastych, które ustępują miejsca osadom bardziej gruboziarnistym. Profil warstw dzieli się na dwie części. Część dolna rozpoczyna się od najstarszego pokładu węgla 680. W profilu o grubości około 100 m występują skały ilaste i piaskowcowe, a począwszy od pokładu 678 zlepieńce. Ku górze część dolna staje się bardziej drobnoziarnista zawierająca cienkie przewarstwienia węglowe. Od góry część dolną zamyka pokład węglowy, znany pod nazwą "Dawid". Nad pokładem "Dawid" zalega górna część warstw wałbrzyskich zbudowana głównie ze skał ilastych i licznych pokładów węgla. Największą węglonośność warstwy wałbrzyskie osiągają w złożu Victoria. Grubość pokładów węglowych wynosi średnio 1 m, jedynie w nielicznych przypadkach łączenia się pokładów, ich grubość dochodzi do 2,5 m. Pas wychodni warstw wałbrzyskich o szerokości 500 m ciągnie się półkolem w północnej części Białego Kamienia oraz na zachodzie wokół masywu Chełmca, zbudowanego ze skał wylewnych, ryolitów. Warstwy zapadają pod kątem 10-15°w kierunku południowym, natomiast w części zachodniej upad warstw dochodzi do 70°.
Nad warstwami wałbrzyskimi zalegają warstwy białokamieńskie, a pod nimi warstwy dewonu późnego.
Nazwa pochodzi od miejscowości Wałbrzych, gdzie z warstw tych wydobywano węgiel kamienny.